# AEX Index
AEX Index, derivado de Amsterdam Exchange Index, é o principal índice da bolsa de valores de Amsterdão. O índice é composto pelas 25 principais empresas cotadas nesta praça.

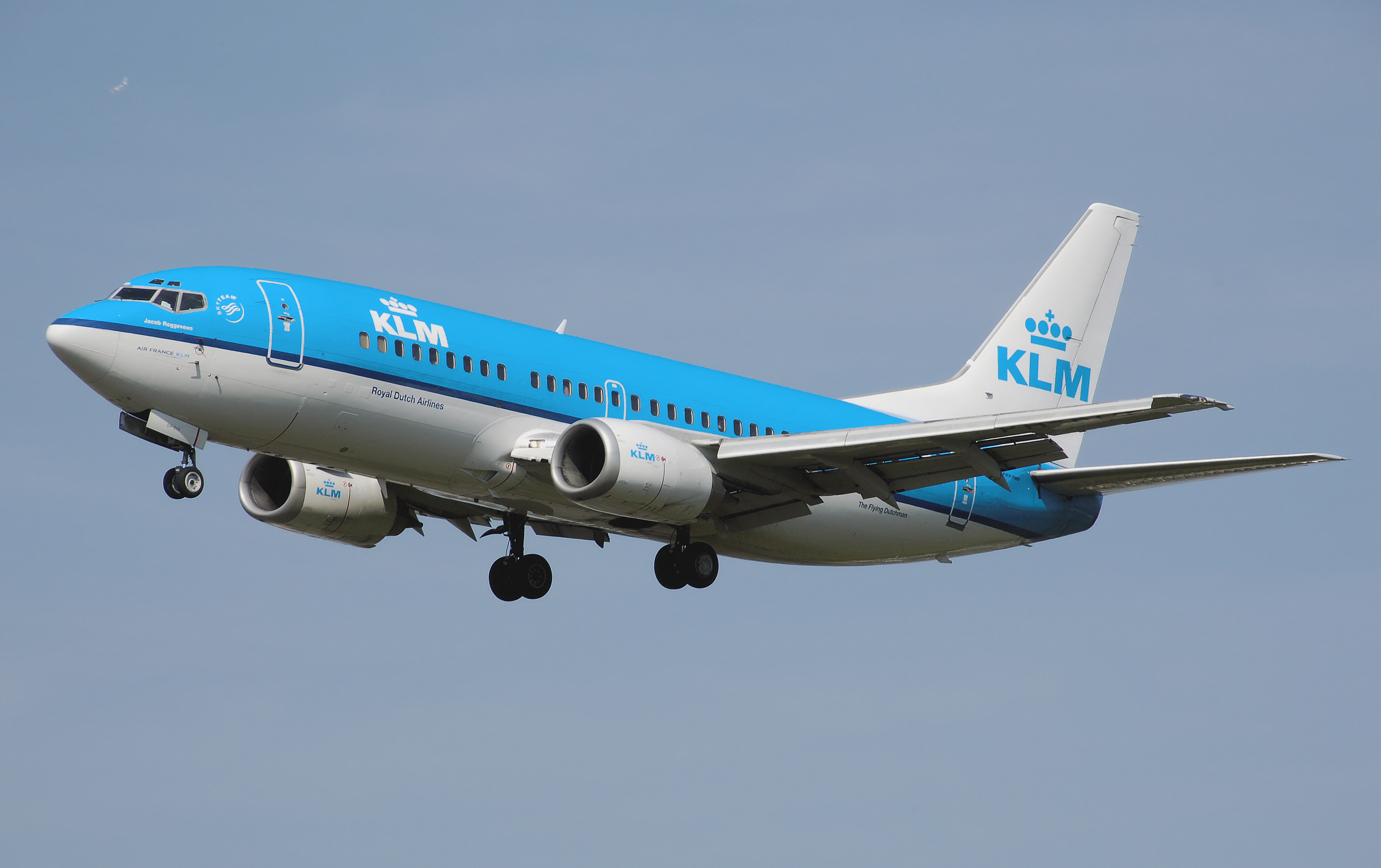
KLM Boeing 737-300. No nariz do avião está escrito Air France KLM.

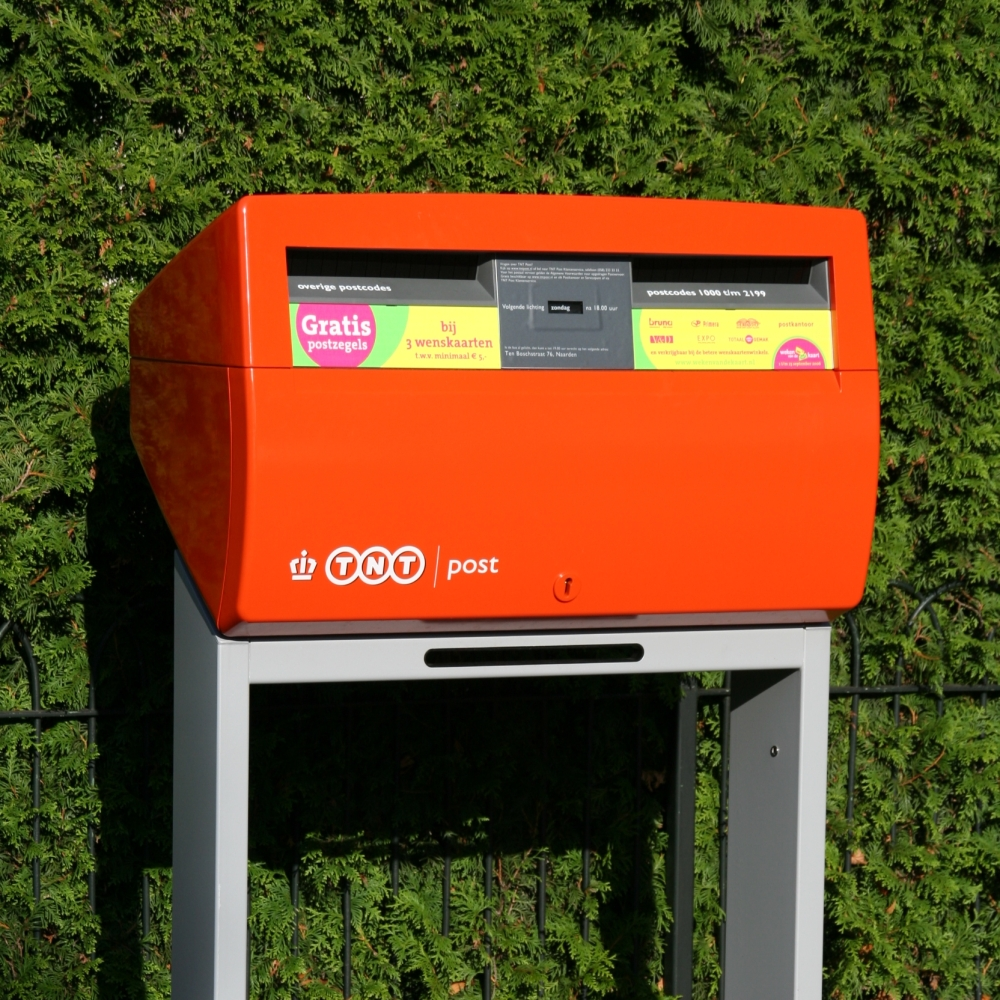
Um marco do correio da TNT

## Composição
Composição do índice em 4 de Junho de 2023.
| Nome                  | Sector (segundo ICB)                         | Logo | Peso no índice em % |
| --------------------- | -------------------------------------------- | ---- | ------------------- |
| ABN Amro              | Bancos                                       |      | 0,70                |
| Adyen                 | Serviços de apoio                            |      | 5,38                |
| Aegon                 | Seguros de vida                              |      | 0,62                |
| Ahold Delhaize        | Retalho alimentar e de medicamentos          |      | 3,92                |
| Akzo Nobel            | Produtos químicos                            |      | 1,57                |
| ArcelorMittal         | Metais industriais                           |      | 1,69                |
| ASML Holding          | Hardware & equipamento de alta tecnologia    |      | 15,66               |
| ASM International     | Hardware & equipamento de alta tecnologia    |      | 2,18                |
| ASR Nederland         | Seguros de não-vida                          |      | 0,69                |
| BE Semiconductor      | Hardware & equipamento de alta tecnologia    |      | 0,81                |
| DSM                   | Produtos químicos                            |      | 2,38                |
| Exor                  | Serviços financeiros                         |      | 0,92                |
| Heineken              | Bebidas                                      |      | 3,22                |
| IMCD                  | Produtos químicos                            |      | 1,07                |
| ING Groep             | Serviços financeiros                         |      | 5,10                |
| KPN                   | Telecomunicações de linha fixa               |      | 1,32                |
| NN Group              | Seguros de vida                              |      | 1,05                |
| Philips               | Serviços e equipamentos de cuidados de saúde |      | 1,88                |
| Prosus                | Software e serviços informáticos             |      | 6,32                |
| Randstad              | Serviços de apoio                            |      | 0,76                |
| Relx                  | Media                                        |      | 7,40                |
| Royal Dutch Shell     | Produção de Petróleo e Gás                   |      | 14,58               |
| Universal Music Group | Media                                        |      | 2,12                |
| Unilever              | Produção de alimentos                        |      | 14,70               |
| Wolters Kluwer        | Media                                        |      | 3,75                |

Note-se que as três cotadas de maior peso (ASML, Shell e Unilever) representam, no seu conjunto, 45% do valor do índice.